# Parafia św. Jana Chrzciciela w Chodowie
Parafia świętego Jana Chrzciciela w Chodowie – parafia rzymskokatolicka, znajdująca się w diecezji kieleckiej, w dekanacie miechowskim.